# Faraó
|  | Aquest article tracta sobre els monarques de l'Antic Egipte. Si cerqueu el joc d'atzar, vegeu «Faraó (joc)». |

Els faraons eren els monarques de l'antic Egipte. Alguns estudis daten la utilització d'aquest terme, com una manera de referir-se al rei, cap al 1400 aC i altres des del 950 aC. Era el líder religiós, civil i militar de l'antic Egipte.
La religió va tenir un paper molt important, com es pot constatar en la mitologia egípcia. Tant és així, que el govern va evolucionar cap a un sistema teocràtic, segons la qual el faraó era considerat un déu a la Terra, per la qual cosa ocupava el poder absolut. Durant la dinastia V, els faraons van començar a atribuir-se ascendència divina i des d'aquella època van ser venerats com a fills de Ra. Ra, va ser l'únic déu important venerat de manera constant durant l'antic Egipte. Era el cap de les deïtats, i els primers reis egipcis, els faraons, se'n proclamaven descendents.
Durant les primeres dinasties es van construir importants complexos funeraris per als faraons a Abidos i Saqqara, a imitació dels palaus i temples (la tomba era una síntesi de la noció de temple i mansió privada). Durant la dinastia III, la capital es va traslladar a Memfis i els faraons van començar la construcció de les piràmides, que van substituir les mastabes (tombes de planta rectangular), com a tombes reials.

## Etimologia
Faraó deriva de la paraula egípcia Per-aa que significa "casa gran". Per-aa era el nom de la residència reial, passant després a designar a l'autoritat mateixa. Faraó és un nom d'origen hebreu, bíblic, adoptat després pels grecs. Els escribes egipcis solien usar el terme nesu (rei), NEB (senyor) o hemef (majestat). Va ser un terme utilitzat pel poble, mai pels mateixos faraons, i només començaria a usar-se a partir del regnat d'Amenhotep III, a la primera meitat del segle xiv aC. Per tant, es podria dir que la paraula "faraó" és relativament moderna, i que només abastaria a la meitat dels monarques que van habitar a la Vall del Nil. Hatshepsut és considerada la primera dona en ser faraó. La paraula faraona no existia en l'antic Egipte, sinó que es feia servir "faraó dona" o, simplement, "faraó"

## Història
La successió de faraons i la història del propi Egipte venen indissolublement unides i són tan complementàries entre si que és impossible desconèixer una d'elles i ser expert en l'altra. Tant és així que fins i tot en els períodes més crítics, quan l'anarquia regnava en moltes zones del país, sempre hi havia, almenys, un faraó que afirmava ser el legítim governant de la caòtica nació en tota la seva extensa totalitat.
El sacerdot egipci Manethó, que va viure a l'època dels primers reis Ptolemaics (cap a l'any 300 aC) va rebre l'ordre real de redactar una història d'Egipte. I, donat que actualment es coneixen els noms de més de tres-cents monarques, és lògic que Manethó els agrupés en llinatges o dinasties, denominació que els historiadors segueixen utilitzant com a vàlida. Encara que és una gran desgràcia per a la historiografia que l'obra de Manethó s'hagi perdut, afortunadament queden alguns fragments comentats per autors molt posteriors a ell, que ens han permès delimitar les trenta dinasties en què Manethó va dividir la història del seu país.
Des Menes, 3100 a. C., fins a l'any 2600 a. C., la monarquia va passar per moments de debilitat i seguia sent qüestionada per la noblesa local. Així, no és estrany que en la dinastia II els reis perdessin notablement el poder i haguessin de fer front a perilloses revoltes que van posar en perill l'estabilitat del país.
Seria només de 2600 a 2200 a. C. quan es consolida la institució i els reis passen a ser monarques absoluts amb dret diví. És l'època daurada de la monarquia egípcia, coneguda com a Imperi Antic (encara que en realitat la denominació d'imperi només tingui cap a l'imperi nou o com a màxim a l'Imperi Mitjà), que acabaria de forma tràgica davant la debilitat dels últims reis de la dinastia VI, moment en el qual una vegada més la noblesa i els governadors dels Nomós van prendre el poder sorgint principats independents. Heròdot comenta: «després de la mort de Nitocris, el país s'enfonsa en un estat d'inestabilitat, confusió i caos», iniciant-se el denominat primer període intermedi d'Egipte.
La situació trigaria més d'un segle i mig a restablir, i tot i que novament una dinastia de reis forts assumiria el control absolut del país, la dinastia XII, va seguir existint el perill constant d'un cop d'Estat. Tant és així que se sap de, almenys, un monarca assassinat, Amenemhet I, per uns ambiciosos nobles. La lleugera estabilitat de l'anomenat Imperi Mitjà esclataria de manera similar a la de l'Imperi Antic, per la debilitat dels monarques i el creixent poder de les classes dirigents locals, a les quals s'afegiria l'arribada a Egipte de pobles cananeus, alguns d'ells violents.
La següent etapa de calma i prosperitat no arribaria fins al 1500 a. C., amb l'Imperi Nou, moment en el qual van arribar al poder els faraons més ben coneguts, que van impulsar la creació d'un enorme imperi colonial a la Síria-Palestina (Palestina) i Cuix (Núbia), i entraren en contacte amb els altres pobles de l'Orient Pròxim. No obstant això, també aquests reis van estar assetjats per un perill que feia trontollar els seus trons, que en aquest cas va ser el dels sacerdots d'Ammon, que havien adquirit molt poder. El trasllat de la capitalitat al Delta acabaria per convertir el gran sacerdot d'Ammon en rei independent i acabaria amb la monarquia egípcia.
Després d'aquesta situació, Egipte no tornaria a convertir-se en un gran imperi. Des de la presa del poder dels sacerdots d'Ammon fins a l'arribada d'una dinastia forta, al XXVI, van passar més de quatre-cents anys en els que van conviure dos, tres i fins i tot més faraons a un mateix temps, i el país va ser envaït per libis, nubians i assiris. La dinastia XXVI va tractar de recuperar l'esplendor de l'Imperi Antic, però la immediata conquesta persa ho desbarataria tot. Després d'això, els invasors aquemènides, macedonis i làgides (aquests últims pertanyen a l'anomenada Dinastia Ptolemaica) van tractar d'adaptar als costums del país i acceptar ser deïficats en vida.
L'últim faraó egipci reconegut com a tal va ser la llegendària reina Cleòpatra VII. L'últim rei nadiu, Nectabeu II havia governat tres-cents anys abans, i els faraons ptolemaics, d'origen estranger, es van aïllar a Alexandria i, encara que van respectar les tradicions ancestrals del poble, no van trigar a convertir-los en semi-esclaus. Per això, no és d'estranyar que quan Egipte passà a formar part de l'Imperi Romà, província romana d'Egipte, els egipcis no donessin importància al canvi: els veritables faraons havien abandonat el seu país molt temps enrere.

## Símbols del faraó

### Corones

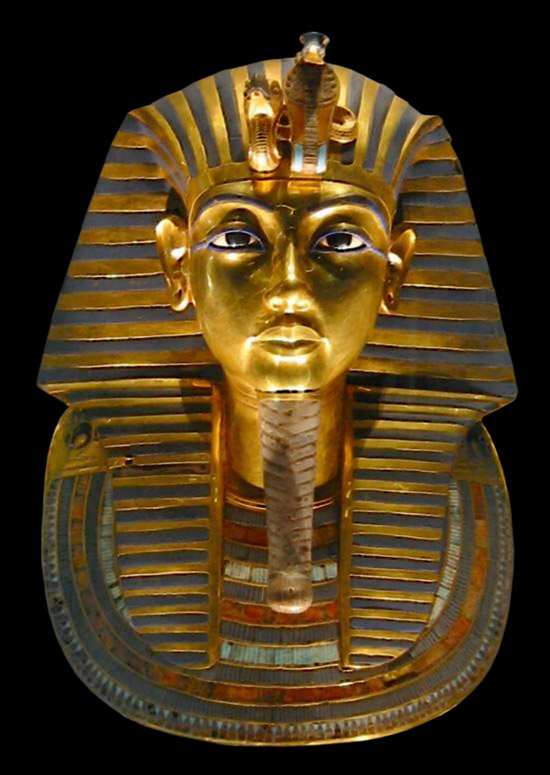
Màscara del faraó Tutankamon

Sens dubte, l'element del vestuari més conegut dels faraons egipcis eren les seves pròpies corones, de les que existien nombrosos exemples. Les més comunes i més conegudes són:
- La corona hedjet o corona blanca, símbol de l'Alt Egipte.
- La corona desheret o corona roja, símbol del Baix Egipte.

- La corona sejemty o corona doble, símbol del Egipte unificat, és una superposició de les dues corones anteriors.

- La corona atef o corona osiriaca, present en alguns rituals de caràcter funerari.Precisament, el culte funerari era l'esfera d'influència del déu Osiris.

- La corona jepresh o corona blau, de significat encara fosc, però molt utilitzada a partir de l'Imperi Nou.

- La corona shuty o corona emplomada, que amb el temps va passar a ser utilitzada per les Grans Esposes Reials i per les Divines Adoratrius.

- La corona jemjem o triple atef, composta per tres corones Atef i alguns complements, semblava tenir una funció solar.

I, encara que no sigui pròpiament una corona, no podem oblidar-nos del tocat Nemes, el famós cobre-perruca i potser el tocat més universal dels faraons gràcies a la tomba de Tutankamon. La seva comoditat i lleugeresa ho farien potser la peça favorita dels monarques en moments en què no fos necessària la presència de les corones, algunes d'elles realment pesades.

### Ceptres

El ceptre nejej (flagel), el ceptre heka (bastó) i el nemes.

També hi havia diverses varietats, cadascuna d'elles amb una subtil funció que no feia més que remarcar el poder del faraó sobre tot el món civilitzat. Els més freqüents són:
- El ceptre nejej, símbol antiquíssim de l'estat, tenia la forma d'un flagel. Era molt utilitzat en les cerimònies, i apareix amb molta freqüència associat al déu Osiris.

- El ceptre heka és el bastó del pastor que dirigeix al bestiar, el faraó ho fa amb el heka a tot el seu poble. El rei sol aparèixer amb els braços plegats i en cada un porta un d'aquests símbols del poder. Reforçava amb això diversos possibles missatges: "sóc el senyor de totes les terres i ramats d'Egipte", "represento el poder temporal i espiritual". El heka era un ceptre també associat a Osiris i amb grans poders màgics (la paraula heka significa màgia).

- El ceptre sejem, utilitzat tant per reis com per nobles, simbolitzava la força i l'energia màgica del seu portador.

### Tron
La cerimònia de la coronació es realitzava a Memfis, primera capital del regne unit, i començava ascendint a l'hereu al rang de déu lliurant les insígnies de la crossa (heka) i el fuet (nejej), atributs del poder. Després, tocat primer amb la corona blanca de l'Alt Egipte, després amb la vermella del Baix Egipte i finalment amb la doble corona, s'asseia en el tron fet amb papirs (símbol del nord) i lotus (símbol del sud).

### Altres símbols del poder
No només per la seva corona o per la seva ceptre era reconegut el faraó. La llarga història i la complexa organització religiosa i ritual de l'antic Egipte va permetre desenvolupar desenes de vestimentes, ornaments i tocats reals, cadascun amb una funció específica. Així, no podem oblidar-nos de símbols tan importants com:
- La barba postissa, utilitzada pels faraons en les grans ocasions per la seva identificació una vegada més amb Osiris, considerat el primer gran monarca egipci, i que era representat amb una gran barba similar a la que portaven els seus successors.

- L'uraeus i el voltor: La Cobra, animal característic de la deessa Uadyet, patrona del Baix Egipte. El voltor, era l'animal característic de la deessa Nejbet, patrona de l'Alt Egipte. Així les Dues Senyores representaven la unificació de les Dues Terres en l'ésser del faraó.
- Cua de toro o de lleó, que remarcava la potència creadora del monarca.
- Així com infinitat de tipus de collarets, arracades, cinturons, sandàlies, vestits prisades de lli i altres tipus de joies que farien de la visió del faraó en tota la seva glòria un cop d'efecte per als modestos habitants de la Vall del Nil.

## Entorn familiar

Mapa polític de l'Orient Mitjà al primer període cobert per les Cartes d'Amarna, primera meitat del

Sempre, al costat del faraó, havia de conviure amb la seva Gran Esposa Real, l'equivalent a una reina i la transmissora del llinatge real. La posició de Gran Esposa Real, en egipci Hemet nise ueret, implicava no només una posició política a ocupar dins de la cort, sinó també una posició religiosa, ja que la Gran Esposa Real oficiava de ritualista en variades festivitats. Atès que hi havia diversos ritus distribuïts a través de la geografia del país de les Dues Terres, aquests involucraven al faraó i la seva principal esposa. Així, en els cultes que formaven tríades com ser: Osiris, Isis i Horus, Ammon, Mut i Jonsu, Shu, Tefnut i Atum, etc. cadascun implicava la participació del faraó, el seu principal reina i en els casos on era possible, del seu hereu. En aquests ritus, que s'expressaven mitjançant múltiples festivitats com la festa d'Opet en Karnak, la participació del rei i la reina donaven un significat per emulació de l'existència divina dels déus representats. I no només això: com que els egipcis creien que la legitimitat només podia posseir una dona, les grans esposes reials eren les garanties i el principal suport del faraó durant el seu regnat. Per tant, no és estrany que els faraons es casessin amb les filles del seu antecessor (en molts casos aquestes filles eren les seves germanes o els seus germanastres) per a poder ascendir al tron.
Al llarg de la història egípcia també hi va haver grans reines, algunes de les quals arribarien fins i tot a assumir el poder absolut a la mort dels seus marits. Altres van ocupar un determinant paper polític o religiós, i no es podrien entendre moltes coses de la Història Egípcia sense tenir en compte el poder que van ocupar aquestes dames a l'ombra dels seus esposos.
Per sota de les Grans Esposes Reials, el faraó podia prendre tantes dones com voldria, i fins i tot ascendir, si així ho volia, al rang de Gran Esposa Real (encara que això seria infreqüent). En les primeres dinasties existirien nombroses esposes secundàries i concubines, i ja a partir de l'Imperi Nou, els monarques s'encarregarien de posseir enormes harems en què tota mena de dones, incloses les princeses estrangeres, passaven a residir. Hi ha grans diferències dels harems faraònics i els llegendaris harems utilitzats per califes i sultans: en l'antic Egipte els harems eren una institució més oberta, no una presó d'or guardada per eunucs. Aquesta situació només apareixeria amb l'arribada dels perses i dels grecs.
Pel que fa a la descendència real i la successió al tron, les regles no es van mantenir immutables a través dels milers d'anys que va durar la investidura de faraó. Així, durant la dinastia XVIII, al començament de l'Imperi Nou, sorgeix amb força la posició de Filla del Déu, a qui s'emparenta amb el déu Ammon, i es l'eleva a Dadora d'hereus, quedant identificada com l'única que pot dotar un successor al faraó regnant, per sobre de les altres reines de la Casa Jeneret (l'harem real). Tanmateix, la successió normalment es resolia mitjançant un hereu masculí, tot i que el mateix pugui no ser fill de la Gran Esposa Real, sinó d'una reina de menor rang. Si el successor provenia d'una reina de menor rang, procedia a contraure enllaç amb una filla de la Gran esposa real del rei mort, aquest va ser el cas d'Hatshepsut i Tuthmosis II, de qui se sap era fill d'una reina de menor rang. Això es repetiria també amb Tutankhamon, que es desposaría amb una filla de Akhenaton i Nefertiti, que ocupava la posició de Gran Esposa Real.

## Faraons cèlebres
Alguns dels faraons més cèlebres són:
- Narmer (Menes)
- Djoser (Zoser)
- Kheops (Keops)
- Jafra (Khefren)
- Menkaura (Micerino)
- Pepi II
- Amenemhet I
- Ahmose (Amosis I)
- Tuthmosis III (Tutmosis III)
- Hatshepsut
- Amenofis III o Amenhotep III
- Akhenaton (Akenatón)
- Tutankamon
- Seti I
- Ramsès II
- Ramsès III
- Psamètic I
- Alexandre el Gran
- Ptolemeu I Soter
- Cleopatra VII
- Ra